# Acer tricuspidatum
Acer tricuspidatum é uma espécie de árvore do gênero Acer, pertencente à família Aceraceae.